# Bartolomeo Scaligero
Bartolomeo Scaligero, o Scaligeri citato anche come Bartolommeo, Bortolameo o Bortolo (Padova, 1605 circa – ...), è stato un pittore italiano.

## Notizie
Nonostante le scarse notizie sulla sua carriera sappiamo che nacque a Padova approssimativamente nel 1605 e che fu allievo del Padovanino. Sono documentate diverse sue opere soprattutto a Venezia e Treviso. Rìsultano ancora esistenti nelle sedi originarie poche opere come le pale della Madonna del Carmelo nella basilica dei Santi Maria e Donato a Murano e della Madonna in gloria nella parrocchiale di Caerano San Marco; a fine 2017 è stato ricollocato nella ex chiesa di San Teonisto di Treviso il grande telero del Trionfo di San Benedetto.
Sebbene attivo nel periodo pienamente barocco proseguì nella maniera tizianesca del suo maestro.
Per quanto artista limitatamente considerato (Anton Maria Zanetti considera che «fu di tutti il più debole» tra gli allievi del Varotari) rimanevano particolarmente apprezzate le sue quattro pale per la chiesa del Corpus Domini (Moltiplicazione dei pani e dei pesci, Nozze di Cana,  Cristo e la Samaritana e una non meglio definita Storia di Cristo), tutte disperse dopo la soppressione: Marco Boschini, seguito anche dal più scettico Zanetti, le definì le prime due «opere delle più belle di Bortolo Scaligero».
Anche la nipote Lucia Scaligeri (Venezia 1637-1770) viene ricordata come buona pittrice, musicista e letterata.